# Monotes noldeae
Monotes noldeae är en tvåhjärtbladig växtart som beskrevs av Bancroft. Monotes noldeae ingår i släktet Monotes och familjen Dipterocarpaceae. Inga underarter finns listade i Catalogue of Life.